# Side (mitología)

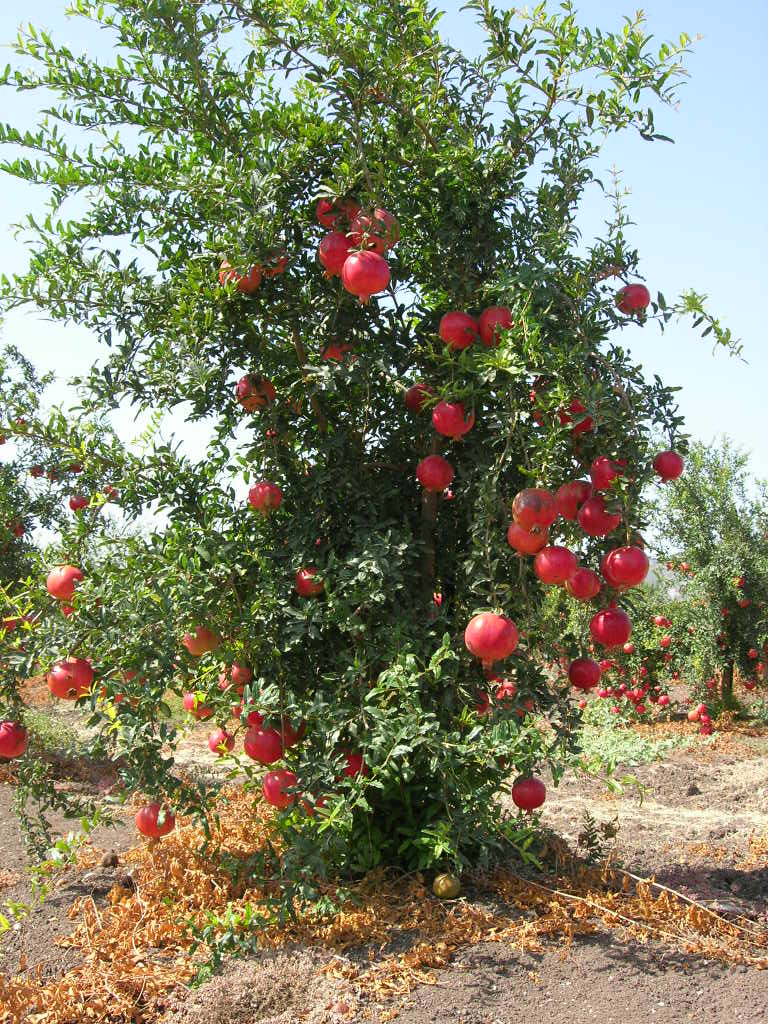
Pommegranate tree

Side o Sida (en griego antiguo: Σίδη) es el nombre de varios personajes de la mitología griega.
- Esposa de Belo y madre de Egipto y Dánao. Se piensa que pueda ser la que dio su nombre a la ciudad de Sidón, en Fenicia, actualmente el Líbano.[1][2]
- Una de las cincuenta hijas de Dánao, las danaides. Se piensa que también habría dado su nombre a otra localidad, en este caso Side, en el Peloponeso, al norte del cabo Malea.[3]
- Hija de Tauro y esposa de Cimolo. También epónima de la ciudad de Side en Panfilia, actualmente en Turquía.[4][2]
- Primera esposa del gigante Orión, según una versión.[5] Side se atrevió a presumir de ser más bella que Hera y ésta, indignada, la precipitó al inframundo.[6]
- Una joven que para escapar del acoso de su padre Ictino se suicidó sobre la tumba de su madre. Los dioses hicieron crecer un granado de su sangre y transformaron a su padre en milano, ave que, al parecer, nunca se posa sobre un granado. Side en griego significa granada.[7][8][2]